# معامل تغير طول القناة (موسفت)

مقطع عرضي لموسفت في منطقة التشبع (saturation region)

معامل تغير طول قناة توصيل التيار ((channel length modulation (CLM) في جهاز الموسفت هو من تأثيرات قصر طول القناة، فكلما قمنا بتصغير حجم الموسفت أدى ذلك لزيادة معامل تغير طول القناة، وذلك يؤدي إلى زيادة التيار من المصب (D) إلى المنبع (S)، وتقليل المقاومة الخارجية. يحدث معامل تغير طول القناة في كل ترانزستور ذو مفعول حقلي، ليس فقط الموسفت.
لفهم تأثير معامل تغير طول القناة، يجب فهم أولًا مفهوم منطقة الالتقاط (pinch-off). تتشكل القناة من خلال جذب الشحنات من البوابة (G)، فيمر التيار خلال القناة معطيًا فرق جهد ثابت عند المصب (D) في منطقة التشبع. ويصغر عرض القناة كلما اقتربنا من المصب، حتى يتلاشى عرض القناة بالقرب من المصب وهي ما تسمى منطقة الالتقاط، مما يؤدي لجعل التيار قيمة ثابتة.
كلما زاد جهد المصب يقوم بسحب تيار أكبر، بينما تبتعد نقطة الالتقاط عن المصب، مما يعني أن طول القناة الفعلى بات أقصر مما كان عليه، وهو ما يسمى معامل تغير طول قناة توصيل التيار. ولأن المقاومة تتناسب مع طول القناة؛ فإن تقصير القناة يقلل مقاومتها، مما تسبب في زيادة التيار كلما زاد جهد المصب. يظهر تأثير معامل تغير طول قناة توصيل التيار بشكل أكثر وضوحًا عند تصغير حجم الموسفت وتصغير طول القناة.
في الترانزستور ثنائي القطبية (BJT) تحدث زيادة مماثلة في التيار عند زيادة جهد الجامع (C) بسبب ضيق القاعدة (B)، يسمى هذه التأثير بـ تأثير إيرلي، وهو مشابه لما يحدث في الموسفت.

## نموذج شيشمان–هودجز
عادة ما يوصف معامل تغير طول قناة توصيل التيارفي المراجع العلمية باستخدام نموذج شيشمان–هودجز، أو في التقنيات القديمة على وجه الدقة،
حيث:
- {\displaystyle I_{D}} = تيار المصب
- {\displaystyle K'_{n}} = التكنولوجيا المستخدمة في صناعة الموسفت، وتعتمد على: W ، L = عرض وطول الموسفت
- {\displaystyle V_{GS}} = جهد البوابة إلى المصدر
- {\displaystyle V_{th}} = جهد الحافة
- {\displaystyle V_{DS}} = جهد المصب إلى المصدر
- {\displaystyle V_{DS,sat}=V_{GS}-V_{th}}
- λ = معامل تغير طول قناة توصيل التيار، وذلك بفرض أن جهد الحافة {\displaystyle V_{th}} رقم ثابت، وذلك الفرض يصلح فقط في النموذج القديم، ولا يصلح للأحجام الصغيرة من الموسفت.

## المقاومة الخارجية
معامل تغير طول قناة توصيل التيار مهم لأنه يقررالمقاومة الخارجية للموسفت، وهي معامل مهم لتصميم مرايا التيار ومكبرات التيار.
في نموذج شيشمان–هودجز توصف المقاومة الخارجية بالمعادلة الآتية:
{\displaystyle {\begin{aligned}r_{O}&={\frac {1+\lambda V_{DS}}{\lambda I_{D}}}\\&={\frac {1}{I_{D}}}\left({\frac {1}{\lambda }}+V_{DS}\right)\\&={\frac {V_{E}L/{\Delta L}+V_{DS}}{I_{D}}}\end{aligned}}}
حيث {\displaystyle } = جهد المصب إلى المصدر، {\displaystyle } = تيار المصب، {\displaystyle } = معامل تغير طول قناة توصيل التيار. عند إهمال معامل تغيير طول القناة (λ = 0)، تكون قيمة المقاومة لانهائية. يتناسب  معامل تغير طول القناة عكسيًا مع طول قناة الموسفت L، كما هو مبين في معادلة rO:
{\displaystyle \lambda \approx {\frac {\Delta L}{V_{E}L}}},
حيث VE = معامل ثابت، في تقنية 65 نانومتر تكون قيمة VE ≈ 4 V/μm. ولكن لا يوجد معادلة دقيقة تصف λ لحساب rO في التقنيات الحديثة، حيث يتم حسابها ببرامج الكمبيوتر.